# 2020 au Cameroun
Cet article présente les faits marquants de l'année 2020 au Cameroun.

## Évènements
- 9 février : élections législatives et élections municipales ;
- 14 février : 23 civils dont 15 enfants et 1 femme enceinte sont massacrés à Ntumbaw, un village de la minorité anglophone au nord-ouest du pays, l'opposition et les ONG locales accusent le pouvoir central d'avoir perpétré le massacre, dans un contexte de conflit avec des mouvements séparatistes armés[1],[2]. Le 18 février, l'armée camerounaise reconnaît sa responsabilité, avançant une explication controversée selon laquelle des soldats auraient été attaqués par 7 séparatistes, et que dans la contre-attaque les militaires auraient accidentellement déclenché un incendie responsable de la plupart des morts[2]. Le 21 avril, le régime camerounais admet sa responsabilité, expliquant que l'Armée et un groupe d'autodéfense allié avaient attaqué des indépendantistes, tuant 5 d'entre eux, puis s'étaient rendu compte que leur assaut avait également tué accidentellement les femmes et les enfants, et avaient alors décidé de déclencher l'incendie pour tenter de masquer leurs faits[3].
- 24 octobre : au Cameroun, les Nations unies déclarent « Au moins huit enfants ont été tués par des coups de feu et des attaques à la machette. Douze autres ont été blessés et emmenés dans des hôpitaux locaux », a précisé, dans un communiqué, le bureau de la coordination des affaires humanitaires des Nations unies (OCHA) au Cameroun. Un responsable local avait annoncé auparavant que quatre enfants avaient été tués et plusieurs autres grièvement blessés lors de cette attaque[4].
- 6 décembre : élections régionales.
- 27 décembre : une collision accidentelle entre un camion et un bus cause 37 morts et 19 blessés près de Ndikiniméki dans le centre du Cameroun[5].